# Kingdom Hearts 358/2 Days
Kingdom Hearts 358/2 Days (キングダム ハーツ 358/2 Days, Kingudamu Hātsu Sudī Faibu Eito Deizu Ōbā Tsū?) —"El Regne dels Cors 358/2 Dies", en català— és un joc d'acció desenvolupat per h.a.n.d. i publicat per Square Enix per a la consola Nintendo DS. És el sisè títol en llançament (novè tenint en compte reedicions i adaptacions) de la saga Kingdom Hearts i els seus esdeveniments ho situen com la quarta en la sèrie de forma cronològica, iniciant la seva història després del final de la de Kingdom Hearts, de forma paral·lela a Kingdom Hearts: Chain of Memories i just abans de Kingdom Hearts II; de manera que se'l considera una intercuela.
La data original de llançament va ser el 30 de maig de 2009 al Japó. Posteriorment, es va editar a Amèrica del Nord el 29 de setembre i a Europa el 8 d'octubre del mateix any. Va ser dirigit per Tetsuya Nomura i co-dirigit per Tomohiro Hasegawa. Es va decidir dissenyar el joc per Nintendo DS en contra dels plans oficials, la qual cosa va suposar que per mantenir l'estil de joc de lliuraments anteriors s'eliminessin certs moviments i habilitats principalment per la falta de botons de la consola. No obstant això, tampoc usa les característiques pròpies de la consola massa (com la pantalla tàctil, el micròfon...) i l'estil de joc dista una miqueta dels dels altres jocs. Es presenta amb gràfics en 3D, i amb tres maneres de joc: d'un només jugador (Mode història), multijugador i amb modo teatre, per visualitzar tots els videos que s'hagin desbloquejat completant la manera historia.
El joc ha rebut crítiques positives a nivell mundial i ha estat adaptat de diverses formes, tals com una novel·la lleugera il·lustrada, una sèrie de còmics i un llistat de cinemàtiques en el títol Kingdom Hearts HD 1.5 ReMIX.
La història tracta de la vida diaria de Roxas, personatge pertanyent a l'Organització XIII, explorant la seva creació i tota la seva vida, així com la seva relació amb Xion i Axel.

## Argument
Quan Sora es converteix ell mateix en un Sensecor per alliberar el cor de la seva amiga Kairi en KH 1, l'incorpori de Sora, Roxas, neix. No obstant això, a diferència de la resta d'incorporis, Roxas conserva un cos humà i recorda petits trossos de la seva vida passada com Sora. Tan aviat Roxas és trobat per Xemnas, el líder de l'Organització XIII, és reclutat com el tretzer membre. Cada dia li envien a fer missions a altres mons, tant acompanyat per altres com solament ell, per matar als Sensecor, alliberant cors robats i aconseguint la meta de l'Organització que és invocar Kingdom Hearts i convertir-se en éssers complets. En la seva estada en l'Organització, és tutelat per Àxel, i ràpidament es converteixen en amics. Poc temps després de la incorporació de Roxas, apareix un catorzè membre: Xion, que no sap gens sobre el seu passat i, com Roxas, també pot blandir la clau-espasa, i a poc a poc es comencen a conèixer més i formen un trio d'amics.
No obstant això, diferents successos que fan que el grup es dispersi comencen a ocórrer. Diz i Naminé miren el progrés de Sora de recordar els seus records perduts en "Chain of Memories". Roxas comença a preguntar-se perquè pot blandir la clau-espasa i comença a dubtar sobre els objectius de l'Organització. Xion, mentre, es troba confusa després d'una trobada amb Riku, que li pregunta que qui és ella i perquè blande la clau-espasa, i comença a separar-se dels seus amics. Aviat el desig de Xion de descobrir el seu origen li farà abandonar a Axel i a Roxas, tornant-se hostil a ells quan tracten de detenir-la.
Poc temps més tard, Xion descobreix la veritat sobre ella: és una rèplica imperfecta de Sora, creada de les seves memòries per Xemnas com un "Pla B" en cas que Roxas, que l'Organització estava tractant d'explotar, resultés no ser d'utilitat. A més, Els intents de Naminé de fer recordar a Sora els seus records, no afecten solament a Roxas, sinó també a Xion fins al punt de convertir-se, físicament igual que ell, absorbint-li poder a Roxas i guanyant-ho ella. Xion ajudada per Riku i Naminé, decideix sacrificar-se per retornar els records a Sora, a costa que ningú s'acordi d'ella. Per a això decideix enfrontar-se a Roxas doncs ell també posseeix alguns records necessaris perquè Sora desperti. Després d'una duríssima batalla, passant per diferents mons i formes, Xion és derrotada per Roxas. Encara que al principi Roxas s'oblida d'ella, quan la veu morint els seus records es reactiven i li salten les llàgrimes al mateix temps que Xion mor, no sense abans demanar-li que detingui a Xemnas i alliberi Kingdom Hearts.
Ple d'ira per la mort de Xion i les seves preguntes sense resoldre, Roxas decideix enfrontar-se a l'Organització XIII ell solament, deixant a Àxel al marge. Es troba a Riku i lluiten. Quan aquest és gairebé derrotat, recorre al poder de la foscor que es troba en el seu cor, donant-li el poder per derrotar a Roxas, però també donant-li l'aparença d'Ansem, el qual està vinculat a la seva foscor. Riku i Diz situen a Roxas en la virtual "Vila Crepuscle" de tal forma que es pot fusionar amb Sora, posant l'escena ja coneguda en "Kingdom Hearts II".

## Personatges
- Roxas ロクサス (Rokusasu, ロクサス (Rokusasu)): És el membre número XIII de l'Organització XIII. Roxas és un personatge completament nou introduït en la sèrie de jocs en Kingdom Hearts II. És el personatge principal del joc i l'incorpori de Sora. Pot utilitzar la clau-espasa. Roxas és en realitat l'incorpori de Sora, nascut quan aquest es va clavar la Clau-espasa de la foscor (pertanyent a Riku) en el seu cor, convertint-se en una Ombra durant els esdeveniments de Kingdom Hearts. Ell i Naminé són els únics incorporis els originals dels quals àdhuc estan amb vida, la qual cosa al principi, va aixecar l'interès de DiZ. Roxas té sentiments, la qual cosa la fa diferent als altres incorporis. El seu nom prové de Sora.
- Àxel　アックセル (Akkuseru, アックセル (Akkuseru)): Àxel és el membre número VIII de l'Organització XIII, sobrenomenat "La Ràfega de Flames Dançants". És un dels pocs personatges del grup que compta amb un gran pes argumental, estant present tant en la història de Sora com de Roxas. El seu pèl vermell crida l'atenció recordant doncs al seu element: el foc. És el més humà dels membres de l'Organització XIII, arribant gairebé a posseir un cor de debò. Ell i Saix ja es coneixien i fins i tot eren amics. El seu nom prové de Lea.
- Xaldin　ザルディン (Zarudin, ザルディン (Zarudin)): El número III de l'Organització XIII. Utilitza sis llances que li permeten controlar l'element vent. El seu nom prové de Dilan.
- Zexión　ゼックション (Zekkushon, ゼックション (Zekkushon)): El número VI de l'Organització XIII. És també conegut com "L'Estrateg Encaputxat". Utilitza un lexicón causant il·lusions. Solament apareix en els primers dies. El seu nom prové d'Ienzo.
- Saïx　サイックス (Saikkusu, サイックス (Saikkusu)): Saïx és el número VII de l'Organització XIII, també anomenat "El Adivinador Lunar". És el segon al comandament en l'Organització XIII. Controla a un Incorpóreo anomenat Enloquecedor. Utilitza una espècie de destral/ceptre anomenat Claymore, que es "obre" per la meitat quan el seu portador entra en un estat de Bogeria. Usa el poder de la lluna per estar en el seu estat "enloquecedor" o berserk (així en anglès en el joc). El seu nom prové d'Isa.
- Xigbar　シッグバー (Shiggubâ, シッグバー (Shiggubâ)): Xigbar és el número II de l'Organització XIII, sobrenomenat "El Franctirador" perquè utilitza unes pistoles làser, i va ser un dels ajudants d'Ansem 'el Sabio'. El seu nom prové de Braig.
- Demyx　デミックス (Demikkusu, デミックス (Demikkusu)):Membre VII de l'Organització XIII, sobrenomenat "El Nocturn Melodioso" perquè usa un sitar com a arma. Generalment se li assignen missions de reconeixement, però quan cal que mat a sincorazones està constantment premiant a Roxas perquè ell les faci. El seu nom prové de Dyme (no és oficial).
- Xion シオン (Shion) (Shion, シオン?): Membre número XIV de l'Organització XIII. Pot ser controlada en el multijugador. Sembla tenir certa relació amb Roxas. Pot utilitzar una clau-espasa. Encara que Riku li diu que és falsa. Ella forma part d'un projecte dirigit per Vexen i Xemnas per copiar els poders de Roxas i així tenir el poder total de la clau-espasa. El seu nom és un anagrama del seu nom clau com a rèplica. NºI = NOI + X = Xion.
- Riku　リク (Riku) (Riku, リク?): Era el millor amic de Sora, però es van separar els seus camins quan va ser absorbit per la foscor a causa de la persuasió de Malèfica. Se simbolitza aquesta caiguda al "costat fosc" amb una bena que li tapa els ulls.
- Naminé　ネミネ (Nemine) (Nemine, ネミネ?): Va ser un personatge clau en el joc Kingdom Hearts: Chain of Memories. Ara apareix en una cambra blanca (igual al del Castell de l'Oblit) en la mansió de Vila Crepuscle. Sembla conèixer a Xion o saber una mica d'ella.
- Rei Mickey　ミッキ王 (Mikki Ou, ミッキ王 (Mikki Ou)): És el rei del món de Disney, poc se sap sobre ell. No té un paper important en aquest joc, però és manejable per a la manera de missions.
- Sora　ソラ (Sora) (Sora, ソラ?): Personatge principal en la majoria de jocs de Kingdom Hearts. Es pot jugar amb ell en la manera missió.